# Hôpital Marie-Lannelongue
Pour les articles homonymes, voir HML.
L'hôpital Marie-Lannelongue est un établissement de santé privé d'intérêt collectif implanté au Plessis-Robinson (Hauts-de-Seine). Il est nommé en l'honneur de Marie Lannelongue, philanthrope française et épouse du chirurgien Odilon Lannelongue. Il est spécialisé dans la prise en charge des pathologies thoraciques (notamment cardiaques et pulmonaires).
Depuis le 1er janvier 2020, l'Association Marie-Lannelongue et la Fondation Hôpital Saint-Joseph ont fusionné pour donner naissance à un nouvel ensemble hospitalier : les Hôpitaux Saint-Joseph & Marie-Lannelongue composé de l'Hôpital Paris Saint-Joseph à Paris 14 et l'Hôpital Marie-Lannelongue au Plessis-Robinson (Hauts-de-Seine), les quatre centres de santé de l'Association Marie-Thérèse et un Institut de Formation en Soins Infirmiers..

## Accès
L'Hôpital Marie-Lannelongue est situé au Plessis-Robinson, en banlieue Sud de Paris et est situé à environ 400 m de la gare de Robinson.
Il est équipé d'une zone d'atterrissage pour hélicoptères.

## Historique
En 1908 est créé un dispensaire au 127 rue de Tolbiac à Paris, portant le nom d'Hôpital Marie-Lannelongue. Les locaux sont mis à disposition de la Croix-Rouge française pendant la Première Guerre mondiale.
En 1946, il est le premier centre d'hygiène scolaire du 13e arrondissement.
En 1954, il devient Centre européen de cardiologie infantile grâce à l'aide de la Caisse nationale de sécurité sociale[Laquelle ?] et de médecins de l'Université Rockefeller.
En juin 1977, l'établissement qui a pris le nom de Centre chirurgical Marie-Lannelongue (CCML) est transféré de Paris au Plessis-Robinson.
En 2016, l'établissement prend le nom d'Hôpital Marie-Lannelongue (HML) et change son logotype.

## Les bâtiments
L’établissement occupe un bâtiment de 35 000 m2 appartenant à la Caisse régionale d'assurance maladie d'Île-de-France (CRAMIF) implanté sur un terrain de 57 300 m2.
Construit entre 1974 et 1976 par l’architecte Jean Roux-Spitz, fils de Michel Roux-Spitz, il est situé au nord-est de la ville, sur la départementale 75 au 133, avenue de la Résistance au Plessis-Robinson (92350). Il dispose à son ouverture de 235 lits, et est classé en deuxième catégorie par le règlement du 23 mars 1965 modifié, dont il dépend.
L'Hôpital Marie-Lannelonguecomprend deux laboratoires de recherche : un laboratoire de chirurgie et une Unité Mixte de Recherche (UMR) médicale, en association avec l’INSERM, le CNRS et la Faculté de Médecine Paris Sud.
Il dénombre 214 lits (sur 201 administrativement autorisés à être ouverts simultanément), et 25 postes de consultation et/ou d’exploration externes.
Il est composé de 3 corps de bâtiments en forme de T, non isolés entre eux, les niveaux d’élévation maximum présents :
- Bâtiment haut ou principal (consultations, hospitalisations et administration, cafétéria, ouvert sur 2 patios) : 6 niveaux (avec toiture) sur RDC
- Bâtiment bas ou secondaire, adossé au bâtiment haut (plateau technique, laboratoires et blocs opératoires ouvert sur un patio partiellement recouvert d’une hélistation) : 4 niveaux (avec toiture) sur RDC
- Bâtiment de recherche expérimentale : 2 niveaux (avec toiture) sur RDC relié par une galerie de liaison au 1er sous-sol et au RDC avec le bâtiment secondaire.

L’ensemble des 3 corps est sur 2 niveaux de sous-sol comprenant les locaux techniques, les services généraux, la pharmacie, le self d’entreprise, les cuisines, un parking réservé au personnel, les archives, les salles serveurs, le magasin central, les ateliers des services techniques, la stérilisation centrale et le poste central de sécurité.
L’orientation Sud des façades du bâtiment haut est dominante.
L’orientation Nord-est et Nord-Ouest des façades du plateau médicotechnique est dominante.
De type morphologique assimilable à un « monobloc » l’ensemble des bâtiments est constitué par une ossature en béton armé, constituée par des poteaux, des poutres et des voiles porteurs.
Les éléments de façades sont soit en béton armé recouvert de céramique, soit en préfabriqué.

En septembre 2022, l'hôpital est en "reconstruction" à l'angle des avenues Newton et Galilée, pour une ouverture prévue en 2024.

## L’établissement de soins

### Structure juridique
L'HML est admis à participer à l’exécution du service public hospitalier depuis 1976.
Après avoir été un établissement participant au service public hospitalier (PSPH) , il est devenu établissement de santé privé d’intérêt collectif (ESPIC), en application de la loi du 21 juillet 2009 dite « Hôpital, patients, santé et territoire ».

### Premières chirurgicales
L'Hôpital Marie-Lannelongue a été le site de plusieurs premières chirurgicales :
- 1955 : première circulation extra-corporelle pédiatrique en Europe[3]
- 1962 : première greffe valvulaire d'origine animale en Europe[4]
- 1996 : première endartériectomie pulmonaire[5]
- 2003 : première utilisation du scanner en diagnostic coronaire[6]
- 2004 : première greffe autologue de trachée dans le monde en collaboration avec l'Institut Gustave-Roussy[7],[8]
- 2009 : première implantation percutanée de valve pulmonaire en France[9]
- 2012 : premier remplacement d'un sternum et manubrium par un sternum prothétique en titane sur mesure[10].

### En 2011

#### L'offre de soins en 2011
L'Hôpital Marie-Lannelongue est spécialisé dans la chirurgie cardiaque et thoracique. Il dispose de 211 lits et 8 places dans les services de chirurgie thoracique et vasculaire, chirurgie cardiaque, cardiologie diagnostique et interventionnelle, chirurgie des malformations congénitales cardiaques, réanimation adultes et réanimation des cardiopathies congénitales.
Le plateau technique comporte des unités de radiologie interventionnelle, imagerie médicale, médecine nucléaire, biologie médicale, anatomie pathologique et pharmacie hospitalière.
Les équipements biomédicaux sont en rapport avec la spécialisation de l'établissement : sept salles d'intervention chirurgicale, quatre salles de cathétérisme dont une salle « hybride », un secteur d'imagerie par résonance magnétique, un scanner 64 barrettes, un tomographe à émission de positons…

#### La recherche
Au sein de l'Hôpital Marie-Lannelongue, il existe en 2011 trois unités de recherche : un laboratoire de recherche chirurgicale, l'unité de recherche INSERM U999 (appelée UMR 8162 jusqu'au 31 décembre 2009) et une unité de recherche clinique.
L'Hôpital Marie-Lannelongue est associé par convention avec l'Université Paris-Sud, ses services accueillent des professeurs ou maitres de conférences d'université, des chefs de clinique, des internes et des externes en médecine et en pharmacie.
L'HML est le premier établissement, en dehors des centres hospitaliers universitaires, pour ce qui est du nombre de publications scientifiques internationales rapporté au nombre de personnels médicaux[réf. nécessaire].

#### L'activité
L'Hôpital Marie-Lannelongue est un centre de recours (la plupart des patients sont adressés par d'autres établissements hospitaliers, souvent d'autres régions de France). Il travaille en collaboration avec d'autres centres de référence français (Institut Gustave-Roussy, Hôpital Foch, Hôpital Saint-Joseph...) et étrangers (Hôpital général de l'université de Toronto). Des patients étrangers pris en charge par des associations humanitaires (Mécénat chirurgie cardiaque) sont opérés au HML. L'HML est un actionnaire historique de la société Carmat, fabricant de cœur artificiel, et contribue activement à sa mise au point et à son évaluation clinique.
L'HML est certifié par la Haute Autorité de santé depuis 2001. Classé comme centre de référence des malformations cardiaques complexes, il est associé au centre de référence national de l'hôpital Bicêtre pour le traitement de l'hypertension artérielle pulmonaire sévère.
Au classement 2010 du Point des hôpitaux, il figure au cinquième rang national concernant la chirurgie du cancer du poumon, au 13e rang pour la chirurgie des artères et au 22e rang national pour la chirurgie cardiaque.
En 2019, l'HML accueille environ 12 161 patients, réalise 4 237 interventions au bloc opératoire et 5 831 interventions au plateau technique interventionnel.

## L'association Marie-Lannelongue, organisme de gestion de l'HML
Contrairement à nombre d'autres établissements hospitaliers privés à but non lucratif qui sont gérés par une fondation (Hôpital Foch, Hôpital Saint-Joseph...), le CCML est géré depuis 1977 par une association à but non lucratif : l'Association Marie-Lannelongue.
C’est une association régie par la loi du 1er juillet 1901. Elle a pour objet d’assurer le fonctionnement et le développement du CCML dans ses activités cliniques, d’enseignement et de recherche. Le siège social de l’association (présidée par Henri Lachmann) est situé au 133, avenue de la Résistance au Plessis-Robinson.
L’association Marie-Lannelongue occupe l’ensemble immobilier que la Caisse régionale d'assurance maladie d'Île-de-France met à sa disposition depuis 1977, selon une convention dont la dernière version date de début 2006.
L’association Marie-Lannelongue est l'entité juridique responsable des activités du CCML. C'est pourquoi c'est cette association qui est assignée en cas de plaintes de patients.

## Pour approfondir